# Recesivno dedovanje
Recesivno dedovanje pomeni prenos dedne informacije s staršev na potomce, pri katerem se v danem osebku prisotni gen izrazi le v homozigotnem stanju, torej kadar sta v alelnem paru enaka gena. 
Kadar se stanje izrazi že ob le enem prisotnem prizadetem genu, govorimo o dominantnem dedovanju.
Primeri genetskih bolezni, ki se dedujejo recesivno, so cistična fibroza, srpastocelična anemija, Tay-Sachsova bolezen, fenilketonurija ...

## Avtosomno recesivno dedovanje
Kadar je bolezen vezana na avtosome, torej nespolne kromosome, govorimo o avtosomnem recesivnem dedovanju. Pri avtosomni recesivni genski bolezni mora oseba podedovati dve spremenjeni kopiji enakega gena (eno spremenjeno kopijo gena od očeta in eno od matere), da se obolenje izrazi. Če oseba podeduje eno spremenjeno in eno normalno kopijo gena, bo v večini primerov zdrava prenašalka, saj bo ena normalna kopija gena zadostna. Biti prenašalec pomeni, da bolezen ni izražena, prisotna pa je spremenjena ena od dveh kopij določenega gena.
Če sta oba starša prenašalca določene genetske lastnosti (imata vsak po en prizadet gen), ki se deduje recesivno, obstaja 25-odstotna verjetnost (1 od 4), da bo potomec prejel od vsakega od staršev po en prizadet gen in se bo pri njem lastnost izrazila. Verjetnost, da bo tudi otrok le prenašalec, torej da bo imel le en prizadet gen, je 50-odstotna (2 od 4). Nazadnje obstaja tudi 25-odstotna verjetnost (1 od 4), da bo otrok podedoval normalni kopiji genov od obeh staršev. Tak otrok ne bo imel genetskega obolenja in tudi ne bo prenašalec. Vse možnosti se pojavljajo naključno. Verjetnost ostaja enaka v vsaki nosečnosti. Enaka je za dečke in deklice.

## X-vezano recesivno dedovanje
X-vezano recesivno dedovanje pomeni, da se recesivna lastnost prenaša na spolnem kromosomu X. Pri ženskih osebkih (imajo dve kopiji kromosoma X) imamo tako v populaciji lahko prisotne osebe vseh treh možnih kombinacij genotipov – osebe, ki so »zdravi« homozigoti (imajo dva zdrava alela), prizadete homozigote (imajo dva okvarjena alela) in heterozigote, ki prenašajo mutacijo, saj en okvarjen alel ne povzroča vidnih znakov bolezni (fenotipa). Pri moških osebkih (imajo le eno kopijo kromosoma X in eno kopijo kromosoma Y) pa obstajajo samo zdravi ali mutirani homozigoti saj imajo samci samo en alel, ki ga podedujejo od matere.
Primeri recesivnih na kromosom X vezanih obolenj so hemofilija,  Duchennova mišična distrofija in sindrom fragilnega kromosoma X. 
Bolezni, ki se prenašajo preko kromosoma Y, ne morejo biti recesivne. Kromosom Y se nahaja le v eni kopiji le pri moških osebkih.